# Переводческое движение
Переводческое движение (араб. حركة الترجمة‎) — обобщённое название деятельности переводчиков научных, философских и медицинских трудов cо среднеперсидского, санскрита, сирийского и греческого на арабский язык, осуществлявшейся между второй половиной VIII и концом X века главным образом в Багдаде. Многие историки рассматривают этот процесс как преимущественно перевод греческих книг.
Переводы охватывали широкий круг областей знаний: астрономию, астрологию, математику, философию, музыку, алхимию, медицину (в том числе ветеринарию), магию, этику, агрономию, военное дело и частично историю. Среди переведённых трудов были произведения таких древнегреческих учёных, как Гиппократ, Платон, Аристотель, Архимед, Евклид, Аполлоний, Диофант, Птолемей, Гален и Диоскорид. Из всего наследия классической античности арабов более всего интересовали прикладные знания. Литературные произведения, включая «Илиаду» и «Одиссею», практически не переводились. Диалоги Платона были известны только по сжатым пересказам.

## Исторический очерк

### Предыстория
В доисламский период сохранение древнегреческой философии, науки и медицины было затруднено конфликтом между православной Византией и эллинизмом, а также расколами внутри христианской церкви. Однако вне византийского контроля отдельные религиозные общины продолжали сохранять и развивать элементы античной традиции. Так, несториане и монофизиты в Сасанидском Иране и Ираке придерживались ограниченной формы эллинизма, некоторые коптские группы за пределами Александрии поддерживали герметические медицинские и алхимические учения, а сабии северного Ирака, несмотря на давление, сочетали планетарный культ с элементами герметического  гностицизма и математической астрологии. 
Общины несториан, монофизитов, коптов и сабиев были освобождены от византийского репрессивного контроля после завоеваний Сирии, Палестины, Египта, Ирака и Ирана мусульманскими армиями. Устранение угнетающего контроля Византии стало важным фактором, открывшим культурные возможности для Омейядов и Аббасидов.

### Омейяды
Новое государство объединило территории, ранее разделённые короной, церковью и войной. Торговля, ремёсла и сельское хозяйство получили выгоду от возросшей безопасности, стабильности, ремонта ирригационных систем, появления новых культур и миграции населения и скота. Однако конец византийского церковного гнёта и материальное улучшение жизни не привели к значительному движению переводов при Омейядах.
Локализация Омейядского халифата (661–750 гг.) в Сирии и Палестине с грекоязычным православным большинством населения не способствовала культурной трансформации. Немногие переводы на арабский язык, совершённые в период правления Омейядов, осуществлялись по инициативе новообращённых мусульман, служивших секретарями в администрации, арабоязычных несториан в Ираке и некоторых неизвестных астрологов в Пакистане.

### Аббасиды
Переводы в значительных масштабах начались при первых аббасидских халифах. Халиф Абу Джафар аль-Мансур (754–775) и его преемники покровительствовали переводам с персидского, санскрита, сирийского и греческого.
Мотивы переводов объяснялись как практическими потребностями новой династии, так и религиозными и культурными факторами. Среди них — необходимость астрономических расчётов для намазa и развитие богословских споров с манихеями, иудеями, представителями различных христианских течений и мусульманских сект. Существует предание о сне седьмого аббасидского халифа аль-Мамуна, в котором он беседовал с самим Аристотелем о добродетели.
В качестве переводчиков выступали в основном христиане, хорошо владевшие сирийским языком (например, Хунайн ибн Исхак). Деятельность переводчиков щедро оплачивалась Аббасидами. Поскольку многое из древнегреческой классики к тому времени уже было переведено на сирийский язык, на арабский тексты зачастую переводили с сирийского.
Среди багдадских аристотельянцев были не только мусульмане, но также христиане, зороастрийцы и иудеи. Переводческое движение вызывало раздражение исламских ортодоксов, однако ему покровительствовали высокопоставленные арабизированные персы. Они считали Иран очагом всех знаний, которые были «украдены» у магов греками, когда Персию покорил Искандер. Труды переводчиков они трактовали как возвращение того, что было утрачено их предками.

## Значение
Переводческое движение стало залогом всего дальнейшего интеллектуального развития Арабского халифата. Для хранения переводных трудов стали создаваться первые в исламском мире библиотеки. Благодаря деятельности переводчиков была сформирована арабская научная терминология. Приобретённые знания (в первую очередь медицинские) развивали и обогащали учёные, проживавшие в различных уголках арабского мира.
После падения Толедо в 1085 году в Кастилии зародилось второе переводческое движение: труды античных авторов стали интенсивно переводить с арабского на латынь, зачастую через еврейское посредство. Эти переводы послужили интеллектуальным топливом для эпохи Возрождения в Европе. Оригиналы некоторых античных произведений до сих пор известны только в переводах с арабского.
Отдельные медиевисты ставят под сомнение фундаментальное значение арабского посредства для рецепции античного наследия в Европе XV-XVI веков. Например, Вальтер Бершин (директор института латинской филологии при Гейдельбергском университете) указывает, что «почти весь труд Аристотеля перешёл в школы латинского языка непосредственно с греческого, а не с арабского».